# Verona Volley
Verona Volley (heute Rana Verona) ist ein italienischer Männer-Volleyballverein in Verona in der Provinz Verona (Region Venetien), der in der italienischen Serie A spielt. 2016 gewann man den europäischen Challenge Cup.
Der Verein wurde 2001 gegründet und spielte unter verschiedenen Namen:
- Aesse VRB Verona 2001–2002
- Canadiens Verona 2002–2003
- Marmi Lanza Verona 2003–2013
- Calzedonia Verona 2013–2020
- NBV Verona 2020–2021
- Verona Volley 2021–2022
- WithU Verona 2022–2023
- Rana Verona seit 2023

Die deutschen Nationalspieler Frank Dehne, Robert Kromm und Marcus Popp waren in Verona aktiv. 

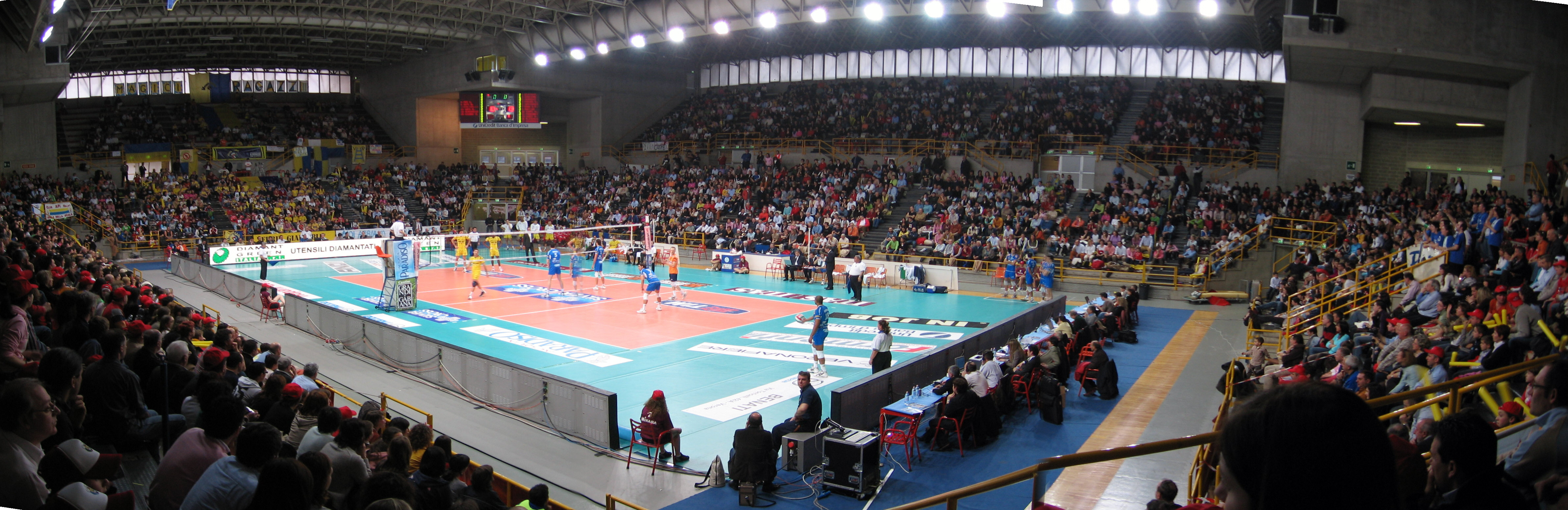
Heimspielarena Pala Olimpia